# Hugo Briceño Salas
Hugo Briceño Salas fue un político venezolano, quien fue diputado y senador del extinto Congreso por el partido Copei.
Desde allí sancionó la constitución del 23 de enero de 1961.